# 거창스포츠파크
거창스포츠파크(居昌스포츠파크, Geochang Sports Park)은 대한민국 경상남도 거창군에 있는 스포츠 시설 단지이다. 거창종합운동장, 거창스포츠파크 보조경기장, 거창국민체육센터 등이 갖춰져 있다.

## 참고 문헌
- “거창스포츠파크 시설 안내”. 거창군시설관리사업소.
- 〈거창스포츠파크〉. 《디지털거창문화대전》. 한국학중앙연구원.
- 《2023 전국 공공체육시설 현황 (2022년 12월말 기준)》. 대한민국 문화체육관광부. 2024.

## 같이 보기
- 거창종합운동장